# ITV
ITV (celým názvem Independent Television) je britská komerční televizní stanice, která začala vysílat v roce 1955, tedy jako druhá ve Spojeném království.

## Historie
Založena byla 22. září 1955 jako konkurenční televize k BBC. V témže roce začal proces zakládání tzv. regionálních frančíz, který byl dokončen v roce 1962, kdy jejich celkový počet čítal 13 frančíz. V počátcích vysílání existoval několik míst, kde se střídaly víkendové a všednodenní frančízy, toto střídání bylo s výjimkou Londýna zrušeno v roce 1968. ITV má také společně s Channel 4 vlastní kontrolní orgán Ofcom.
Rok 1979 byl pro ITV krizový. Ohrožovala ji totiž stávka technických zaměstnanců. ITV tedy musela vysílat z prostor bývalé víkendové frančízy ABC pod názvem Emergency National Service.

### ITV Digital
V letech 1998 až 2001 ITV provozovala placené digitální pozemní vysílání, ITV Digital. Vysílaly se v něm klasické FTA kanály (BBC One, BBC Two, Channel 4), ale i novinky z portfolia ITV (ITV2, ITV News Channel) i exkluzivní kanály (ITV Sport Channel společně s pay-per-view kanály ITV Sport Select a ITV Sport Plus).

### Změny ve frančízách

#### 1968
- Zrušena víkendová frančíza ABC, která byla nahrazena ATV v oblasti Birminghamu, Granada Television v oblasti Manchesteru a Yorshire Television v hrabství Yorkshire
- Vznikla waleská HTV, která nahradila TWW, která byla tehdy v krizové situaci
- Londýnská Rediffusion nahrazena velmi oblíbenou Thames Television
- ATV, která dříve působila jako londýnská víkendová frančíza, se stáhla do Birminghamu a okolí jako celotýdenní frančíza a byla nahrazena London Weekend Television.

#### 1982
- Jihoanglická Southern Television a jihovýchodní Westward Television byly nahrazeny TVS, resp. TSW
- ATV byla nahrazena Central Television.

#### 1983
- Vznikla národní snídaňová frančíza TV-am, která vysílala mezi 6.00 a 9.25

#### 1993
- Změny byly prováděny v rámci Broadcasting Act 1990 a byly velmi kritizovány veřejností
- TV-am byla nahrazena GMTV
- Thames Television byla nahrazena Carlton Television, která začala vzápětí skupovat další frančízy
- TVS a TSW byly nahrazeny Meridian Television, resp. Westcountry Television

#### 1999
- Central a Westcountry začaly být identifikovány jako pobočky Carltonu, jako Carlton Central a Carlton Westcountry

#### 2002–2004
- 23. září 2002 bylo 8 z 13 frančíz bylo de facto zrušeno, nadále existovaly Carlton, Granada, severoirská UTV, a skotské Scottish Television a Grampian Television
- V roce 2004 se Granada a Carlton sloučily do ITV plc., Grampian, Scottish a UTV existují nadále

#### 2006
- Grampian a Scottish se sloučily do STV

#### 2010
- GMTV nahrazena ITV Breakfast, která vysílá v tomto čase Daybreak a Lorraine, jméno ITV Breakfast se na obrazovce neobjevuje

## Kanály
Každý z kanálu (kromě CITV) má HD verzi a také tzv. timeshift verzi, posunutou o hodinu dopředu.

### Vysílající
- ITV

Hlavní kanál ITV, existuje od roku 1955, vysílá zprávy, filmy, pořady pro děti, soap opery (Corronation Street), seriály, publicistiku, ranní televizi. V letech 2001 až 2013 se kanál jmenoval ITV1. Ve Skotsku se vysílá pod názvem STV a v Severním Irsku pod názvem UTV.
- ITV2

Druhý kanál ITV vznikl v roce 1998 a je zaměřen na mladé lidi a rodinu.
- ITV3

ITV3 vznikla v roce 2004 a vysílá dramata a krimi z produkce ITV.
- ITV4

ITV4 vznikla v roce 2005 jako televize pro mužské publikum.
- CITV

CITV fungovala od osmdesátých let do roku 2006 jako prog. blok na ITV, od roku 2006 jako samostatný dětský kanál. Střídá se s ITV4 na vysílacích pozicích

#### V zahraničí
- ITV Choice

ITV Choice je kanál pro zahraniční publikum a vysílá to nejlepší z ITV.

### Nevysílající
- ITV News Channel

ITV News Channel vznikl v roce 2000 jako ITN News Channel a měl konkurovat BBC News 24 a Sky News. Pod hlavičkou ITV fungoval od roku 2002 do prosince 2005, kdy byl zrušen a v jeho kapacitě začala vysílat ITV4, resp. CITV.
- ITV Sport Channel

Fungoval v letech 2001 a 2002 jako placený kanál v ITV Digital. Měl také dva sesterské kanály, ITV Sport Plus a ITV Sport Select.
- S2

Skotská mutace ITV2, vysílala v letech 1998–2001.
- UTV2

Severoirská mutace ITV2, vysílal v letech 1998–2001.

## Pořady
ITV vyrobila řadu známých pořadů, např. Mr. Bean, Profesionálové, Hercule Poirot, Lokomotiva Tomáš a další. Ze současné tvorby lze vyjmenovat například soap opery Corronation Street a Emmerdale, dopolední pořad This Morning, diskusně-lifestylové Loose Women nebo X Factor.

### Zpravodajství
Zprávy ITV zajišťuje ITN (Independent Television News), která také vyrábí zprávy pro Channel 4 a Channel 5. V letech 1955–1999 se také zprávy vysílaly pod jménem ITN, tedy např. ITN News at Ten, ITN Lunchtime News, atd. Hlavní zprav. relace se vysílají ve 13.30, 18.30 a 22.00. Regionální zprávy zajišťují regionální frančízy ITV.

## Loga

Logo ITV od roku 1998 do roku 2006, v této podobě na obrazovce v letech 1998 až 2002, poté na obrazovce pozměněné, oficiálně pořád v této podobě
Logo ITV od roku 2005 do 14. ledna 2013